# Lilia Attia
Lilia Attia ou Lilia Ben Attia, née le 23 décembre 1949, est une athlète tunisienne spécialiste des courses de vitesse.

## Carrière
Ayant commencé sa carrière en pratiquant le handball en 1968, elle participe à une course universitaire du 100 mètres et réalise une excellente performance qui attire l'attention des techniciens et de la grande sportive de l'époque, Beya Bouabdallah, qui la persuade de signer au profit du Club africain où elle va se révéler rapidement comme la meilleure sprinteuse du pays.
Elle rejoint l'équipe nationale et brille notamment à l'échelle maghrébine. Cependant, ses études universitaires de lettres françaises et son mariage avec le footballeur et futur entraîneur Baccar Ben Miled l’amènent à abandonner sa carrière d’athlète quelques jours après avoir remporté trois titres aux championnats de Tunisie d'athlétisme 1972 et amélioré deux records de Tunisie.

## Palmarès
- Championnats du Maghreb d'athlétisme
  -  Médaille d'or aux 200 m aux championnats maghrébins 1970
  -  Médaille d'or aux 100 m haies aux championnats maghrébins 1970
  -  Médaille d'or aux relais 4 × 100 mètres aux championnats maghrébins 1970
  -  Médaille d'argent aux 200 m aux championnats maghrébins 1969
  -  Médaille d'argent aux relais 4 × 100 mètres aux championnats maghrébins 1971
  -  Médaille de bronze aux 100 m aux championnats maghrébins 1972
  -  Médaille de bronze aux 100 m haies aux championnats maghrébins 1972
- Championnats de Tunisie d'athlétisme :
  - Championnats de Tunisie d'athlétisme 1969 : trois titres
  - Championnats de Tunisie d'athlétisme 1970 : trois titres
  - Championnats de Tunisie d'athlétisme 1971 : deux titres
  - Championnats de Tunisie d'athlétisme 1972 : quatre titres

## Records établis
- 100 m : 12 s 30, record établi le 17 août 1970, battu par Safia Ben Youssef le 1er juillet 1971
- 200 m : 26 s 20, record établi le 25 juillet 1969, amélioré à 25 s 90 le 18 juillet 1972 puis battu le 28 mai 1978 par Samia Ben Osmane
- 100 m haies : 16 s, record établi le 31 juillet 1970, amélioré à 15 s 50 le 19 juillet 1972 puis battu par Zohra Azaiez en 1975
- Relais 4 × 100 mètres : 50 s 60, record établi le 5 avril 1970 en compagnie de Safia Ben Youssef, Saida Sassi et Nadia Belhiba, puis battu le 15 octobre 1971
- 400 m : 59 s 20, record établi le 2 juin 1971 puis battu par Sarra Touibi le 17 août 1974